# Beckie Scott
Beckie Scott OC, AOE (* 1. August 1974 in Vegreville, Alberta) ist eine ehemalige kanadische Skilangläuferin.
Beckie Scott wuchs in der Kleinstadt Vermilion in Alberta auf. Im Alter von fünf Jahren begann sie mit dem Skilanglauf und bestritt mit sieben Jahren ihr erstes Rennen. 1988 nahm sie an den Junioren-Weltmeisterschaften teil. Bei den Olympischen Winterspielen 1998 in Nagano war Scotts bestes Resultat ein 45. Platz im Verfolgungsrennen.
Nach 2000 konnte sich Beckie Scott an der Weltspitze behaupten. Bei den Olympischen Spielen 2002 in Salt Lake City gewann sie die Goldmedaille im Verfolgungsrennen. Dieses Rennen hatte sie eigentlich als Dritte beendet. Doch die beiden vor ihr platzierten Russinnen Olga Danilowa und Larissa Lasutina wurden disqualifiziert, weil sie mit Darbepoetin gedopt gewesen waren.
Bei den Weltmeisterschaften 2003 und 2005 verpasste Beckie Scott die Medaillen knapp und wurde im Sprint bzw. im Verfolgungsrennen Vierte. Bei den Olympischen Winterspielen 2006 in Turin gewann sie im Teamsprint gemeinsam mit Sara Renner die Silbermedaille. Im Skilanglauf-Weltcup konnte sie in der Saison 2005/06 vier Rennen für sich entscheiden und wurde Zweite im Gesamtweltcup. Im März 2006 beendete sie ihre Karriere.
Am 29. März 2005 trat Beckie Scott der Athletenkommission der World Anti-Doping Agency bei. Bei den Wahlen des Internationalen Olympischen Komitees, die während der Spiele in Turin stattfanden, gehörte sie zu den 15 Athleten, die sich um zwei freie Plätze in der Athletenkommission bewarben. Am 23. Februar 2006 wurde sie zusammen mit dem finnischen Eishockeyspieler Saku Koivu gewählt und gehört damit für acht Jahre dem IOC an. Sie erhielt 449 von insgesamt 2003 abgegebenen Stimmen der teilnehmenden Athleten. Darüber hinaus ist Beckie Scott auch UNICEF-Botschafterin.
Beckie Scott ist mit dem ehemaligen kanadischen Skilangläufer Justin Wadsworth verheiratet. Im September 2007 wurde sie Mutter eines Sohnes. Sie ist Athletenbotschafterin der Entwicklungshilfeorganisation Right to Play.
Scott wurde 2007 in die Hall of Fame des kanadischen Sports und 2012 in die Canadian Olympic Hall of Fame aufgenommen. 2018 wurde sie zum Officer des Order of Canada ernannt und erhielt ein Jahr später zudem den Alberta Order of Excellence, die höchste zivile Auszeichnung ihrer Heimatprovinz. Scott ist Ehrendoktor der juristischen Fakultäten der University of Alberta und der University of British Columbia.

## Weltcupsiege im Einzel
| Nr. | Datum             | Ort     | Disziplin            |
| --- | ----------------- | ------- | -------------------- |
| 1.  | 11. Dezember 2005 | Vernon  | Sprint Freistil      |
| 2.  | 17. Dezember 2005 | Canmore | 15 km klassisch Mst. |
| 3.  | 21. Januar 2006   | Oberhof | 2 × 7,5 km Skiathlon |
| 4.  | 19. März 2006     | Sapporo | 2 × 7,5 km Skiathlon |